# Dodecolopoda mawsoni
Dodecolopoda mawsoni is een zeespin uit de familie Colossendeidae. De soort behoort tot het geslacht Dodecolopoda. Dodecolopoda mawsoni werd in 1933 voor het eerst wetenschappelijk beschreven door Calman & Gordon. 